# Johannes XXII
Johannes XXII, född Jacques Duèse cirka 1244 i Cahors, död 4 december 1334 i Avignon, var påve i Avignon från den 7 augusti 1316 till sin död. 

## Biografi
Jacques Duèse var av occitansk härkomst, blev år 1300 biskop av Fréjus och 1310 biskop av Avignon. År 1312 utsågs han till kardinalpräst med San Vitale som titelkyrka. Året därpå blev han kardinalbiskop av Porto samt den 7 augusti 1316 påve. 
Det tog lång tid, över två år, för konklaven att utse Johannes XXII till ny påve och Clemens V:s efterträdare. Huvudmålet för hans strävanden var att undanröja återstoden av den tysk-romerske kejsarens inflytande i Italien. Till följd av detta råkade Johannes i strid med den tyske kungen Ludvig IV av Bayern, som han uppmanade att nedlägga sin regering, bannlyste och förklarade avsatt (1324). Ludvig svarade med att vädja till ett kyrkomöte, anklagade Johannes för kätteri med anledning av hans hållning i armodsstriden som pågick inom franciskanorden. Ludvig satte år 1328 upp en motpåve, Nikolaus V, mot Johannes och lät samma år kröna sig av Nicolaus. 
I påvedömets och kyrkans historia betecknar Johannes pontifikat en utveckling till en mera genomförd centralisering av förvaltningen liksom skapandet av ett fiskaliskt finanssystem (påbud om annater 1316, kanslitaxa med mera), som i den senare medeltidens kyrkliga historia spelat en stor roll. Samtida källor talar om Johannes girighet, men deras uppgifter rörande hans efterlämnade skatter har av Franz Ehrle bevisats vara i hög grad överdrivna. Även för den kanoniska rättens utveckling har Johannes pontifikat varit av betydelse. Om den statsrättsliga litteratur som Johannes kamp med Ludvig IV av Bayern gav upphov till, se Marsilius av Padua och Wilhelm av Ockham.
Johannes anses ha varit en utmärkt jurist men en undermålig teolog. Under Johannes tid förbättrades kyrkans ekonomi avsevärt, främst på grund av organisationsförändringar som ledde till en förbättrad administration.